# فضيحة سيمنز
 The Siemens Scandal  (シーメンス事件 Shīmensu jiken) التي وقعت في يناير عام 1914 كانت واحدة من مجموعة من الفضائح السياسية الضخمة للسياسة اليابانية في فترة مييجي وفترة تايشو، حيث أدت إلى سقوط مجلس وزراء ياماموتو غونيوي. وقد اشتملت على تواطؤ بين العديد من كبار الضباط في البحرية الإمبراطورية اليابانية والشركة البريطانية فيكرز والمجموعة الصناعية الألمانية سيمنز إيه جي.

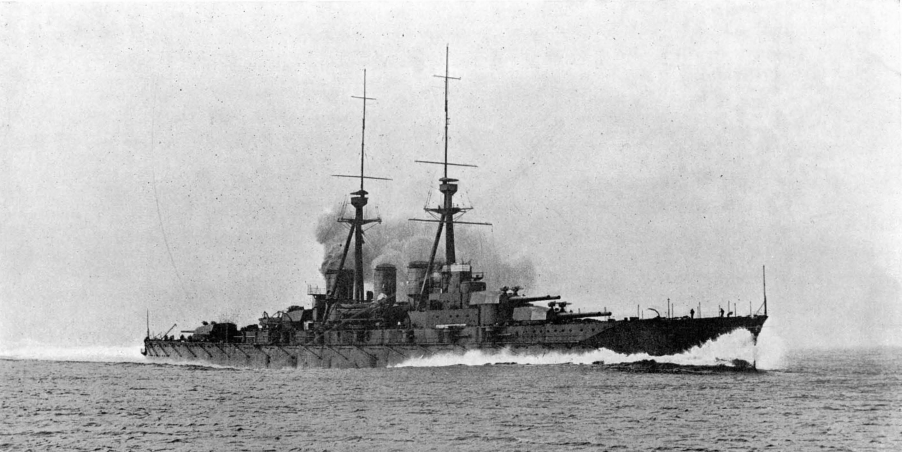
كان شراء طراد كونغو (سفن حربية شديدة السرعة) هو القضية الرئيسية لفضيحة سيمنز

فقد كانت البحرية اليابانية مهتمة بتنفيذ برنامج توسعي ضخم، وفي تلك الفترة، كان ما زال يتم استيراد العديد من العناصر الضخمة (مثل السفن الحربية والأسلحة المتطورة) من أوروبا. وكانت سيمنز قد سيطرت من خلال احتكار ظاهري على تعاقدات البحرية اليابانية في مقابل منح رشوة بنسبة 15% إلى السلطات البحرية اليابانية المسئولة عن الشراء.
وفي عام 1914، عرضت الشركة البريطانية فيكرز (من خلال وكلائها اليابانيين ميتسوي بوسان) على السلطات البحرية صفقة أكثر ربحًا، تنطوي على رشوة بنسبة 25%، حيث يتم منح 40000 ين إلى اللواء البحري ماتسوموتو ياوارا نائب الأدميرال، وهو الرئيس السابق للإدارة الفنية في البحرية، بما يشتمل بشكل خاص على شراء الطراد كونغو. وعندما اكتشفت إدارة سيمنز في ألمانيا الصفقة، أرسلت برقية إلى مكتبها في طوكيو للحصول على تفسير لذلك. وقد سرق موظف مغترب في مكتب سيمنز في طوكيو (وهو كارل ريشتر) وثائق إدانة تشير إلى أن شركة سيمنز قد دفعت من قبل رشوة مقدارها ألف جنيه إسترليني إلى البحرية البريطانية في مقابل الحصول على عقد للاسلكي، ثم قام ببيع الوثائق إلى وكالة رويترز الإخبارية بالإضافة إلى نسخة من البرقية، ثم فر هاربًا إلى ألمانيا.
وقد أوردت الصحف اليابانية، خصوصًا أساهي شيمبون  أنباء عن تفاصيل فضيحة الفساد على الفور، وقد تمت إثارة الموضوع في البرلمان (الدايت) من خلال أعضاء من حزب ريكين دوشيكاي السياسي. وقد بدأت استخبارات الجيش والبحرية والشرطة العسكرية (Kempeitai) التحقيقات في هذا الأمر.
وقد أوردت صحيفة جابان ويكلي كرونيكل أن الأدميرال فوجي من مكتب المشتروات في البحرية اعترف بتلقي أموال من فيكرز بإجمالي 210 ألف ين في عام 1911 و1912 في مناسبات مختلفة، مذكرة قراءها أنه، سواء كانت تلك الأموال كان قد تم تلقيها بشكل قانوني أم لا بموجب القانون الياباني، فقد كان ذلك غير مشروع بالقطع في قانون ممارسات الفساد البريطاني لعام 1906.
وقد اندلعت مظاهرات ضخمة في طوكيو في بدايات شهر فبراير من عام 1914، وتحولت إلى العنف في العاشر من فبراير والرابع عشر من فبراير من نفس العام. وقد استشاط الرأي العام غضبًا بشكل أكبر عندما تم الكشف عن أن المدى الضخم لبرنامج توسعات البحرية لم يترك إلا القليل في الميزانية الحكومية، وبالتالي، فإن الحكومة كانت تخطط لزيادة الضرائب. ورغم أن رئيس الوزراء ياماموتو لم يكن متورطًا بشكل مباشر، وقد اتخذ خطوات لفصل ضباط البحرية المسئولين عن الشراء وبناء السفن، إلا أن حالة السخط العام استمرت في التزايد، وأجبر ياماموتو على إعطاء تفسير عن ادعاءات الرشوة أمام مجلس النظراء.
وبعد أن رفض كلا فرعي البرلمان تمرير ميزانية البحرية لعام 1914، استقال ياماموتو في الرابع والعشرين من مارس عام 1914، حيث استقال معه مجلس الوزراء برمته. وفي مايو، أصدرت محكمة عرفية عسكرية قرارها بتخفيض رتبة رئيس الوزراء السابق الأدميرال ياماموتو ووزير البحرية الأدميرال سايتو ماكوتو، كما أصدرت أحكامًا بالسجن على العديد من أفراد إدارة المشتريات في البحرية، وفرضت غرامات ضخمة على كل من فيكرز وسيمنز ومنعتهما من المشاركة في التعاقدات المستقبلية.
ومع بداية الحرب العالمية الأولى بعد بضعة أسابيع من ذلك، طلب من فيكرز إعادة البدء في بناء السفينة كونغو، وتم إصدار عفو عن كل الرجال المشاركين وتمت إعادة تأهيلهم.
وقد قالت صحيفة ديلي تلغراف في نسختها الصادرة في الحادي والعشرين من يناير عام 1914 إنه قد تم إلقاء القبض على كارل ريشتر في ألمانيا بسبب سرقته للوثائق الإدارية، وتم الحكم عليه بالسجن لمدة عامين.